# Aprostocetus truncatulus
Aprostocetus truncatulus är en stekelart som beskrevs av Graham 1987. Aprostocetus truncatulus ingår i släktet Aprostocetus och familjen finglanssteklar. Arten är reproducerande i Sverige. Inga underarter finns listade i Catalogue of Life.